# GDE Bertoni
GDE Bertoni è un'azienda produttrice di trofei, targhe e medaglie, con sede legale a Milano e sede operativa a Paderno Dugnano. Fino al 1995, l'azienda era conosciuta come "Bertoni, Milano".
Tra i principali scultori che hanno lavorato per l'azienda si ricorda Silvio Gazzaniga (1921-2016), famoso per la creazione, nel 1971, dell'attuale versione della Coppa del Mondo FIFA.

## Trofei realizzati
Baseball
- Coppa del Mondo IBAF

Calcio
- Trofeo Coppa del Mondo FIFA
- Coppa Intercontinentale
- UEFA Champions League
- UEFA Europa League
- UEFA Conference League
- Coppa delle Coppe UEFA
- Supercoppa UEFA
- Coppa delle Nazioni Africane
- ÖFB-Cup
- Trofeo del Campionato europeo femminile Under 19 di calcio

Hockey su ghiaccio
- Victoria Cup

Lotta
- Coppe del mondo per la FILA

Pallavolo
- Coppe del mondo per la FIVB
- Coppa della World League

Pallacanestro
- Coppa del Campionato italiano di pallacanestro